# HAND
HAND is een Belgische stripreeks die begonnen is in oktober 2002. Alle albums zijn geschreven door Pierre Pelot, getekend door Emmanuel Vegliona en uitgegeven door Dupuis.

## Albums
| Nummer | Titel                 |
| ------ | --------------------- |
| 1      | De huid der schaduwen |
| 2      | Het roestwoud         |
| 3      | De rattenmessias      |